# Belmont House
Belmont House è una residenza di campagna georgiana situata sull'isola di Unst, l'isola più a nord delle Shetland, appartenenti alla Scozia (Regno Unito). Fu costruita nel 1775 dal proprietario terriero delle Shetland Thomas Mouat di Garth, ed è stata descritta come "probabilmente la maggiore classica più ambiziosa e meno snaturata delle Isole del Nord." La casa fu restaurata tra il 1996 ed il 2010 dallo stato di abbandono in cui si trovava; è attualmente protetta come monumento classificato di categoria A, e il giardino è incluso nell'"Inventory of Gardens and Designed Landscapes in Scotland", l'elenco nazionale di giardini degni di nota.

## Storia
L'edificio fu costruito per Thomas Mouat, il cui padre William fu laird della tenuta di Garth sulle Shetland. Thomas visitò il Lothian, presso Edimburgo, per raccogliere idee sull'architettura contemporanea, e potrebbe essere stato influenzato in tal senso dalla Hopetoun House.
All'inizio del XIX secolo, fu aggiunta l'ala destra; per tutto il resto, l'edificio è rimasto intoccato. La famiglia Mouat continuò ad occupare la residenza fino alla metà del XX secolo, quando la proprietà fu venduta e cadde in rovina. Nel 1996 fu istituita la Belmont Trust per sovrintendere al restauro della residenza; nei successivi 15 anni furono portati avanti i lavori, principalmente realizzati da artigiani locali, per riportare l'edificio in uso. Oggi la casa è gestita dal Trust e viene affittata stagionalmente. Gli interni originali sono descritti da Historic Scotland come un "retaggio particolarmente degno di nota"